# Тріо Мерідіан
Тріо Мерідіан — вокальне тріо, що виникло у часи СРСР у місті Іваново.

## Ранні роки
Гурт виник 1975 року у межах студентської самодіяльності. Надія Лукашевич (яка народилась в 1949р. в м. Станіславі, тепер - Івано-Франківськ) та Володя Ситанов навчались разом у хіміко-технологічному інституті. Микола Сметанін був студентом Івановського університету (математичний факультет). В радянській провінції, де були надто обмежені можливості для творчої молоді, деяким шансом цікаво жити була самодіяльність і гуртки. 1975 р. вони вже згуртувались у тріо «Мерідіан» і взяли участь у конкурсі «Студентська весна», де несподівано вибороли перше місце.
Уся трійця закінчила свої виші, а Надія була включена до штату інститутської кафедри, де планувала займатися науковими проблемами. Так вийшло, що музичну школу трійця закінчила після отримання дипломів у своїх вишах, а ще 1978 р. їх запросили на працю у Івановську філармонію. З 1978 року колектив став професійним.

## Первісний склад тріо
- Надія Лукашевич (у шлюбі Бруштейн, солістка)
- Микола Сметанін (композитор)
- Володимир Ситанов (гітарист)[3].

## Праця з Тарівердієвим
Доля подарувала колективу зустріч і працю із композитором Мікаелом Тарівердієвим (1931—1996). Прослуховування колектива відбулося у місті Ташкент, де учасники тріо і Тарівердієв перебували на гастролях.
Тарівердієв додатково займався із гуртом, а майдачиком музичних репетицій стала квартира самого композитора у Москві. Серед перших творів співавторства — цикл пісень на слова Андрія Вознесенського «Запам'ятай цю мить» (музика Мікаела Тарівердєва ).
Співпраця із композитором тривала десять років з 1980 р. Елегічну манеру тріо композитор збагатив мелодикою та глибиною образів, заявлених також звертанням до видатних зразків поезії і творів поетів, серед котрих Вільям Шекспір, Олександр Пушкін, Анна Ахматова, Борис Пастернак та ін.
Через десять років Тарівердієв звернувся до інших творчих завдань і музику до пісень тріо почали створювати інші майстри, а також Микола Сметанін.
1981 року - вони стануть лауреатами Першої премії Всесоюзного конкурсу молодих виконавців.

## За часів запровадження капіталізму вдруге
1995 року всі учасники тріо, ветерани естради на той час,отримали нарешті звання Заслужених артистів Російської Федерації.
За часів запровадження капіталізму вдруге у Росії колектив зіткнувся із проблемами оновлення репертуару. У допомозі стануть любов до високої поезії, вироблений смак до якісної музичної продукції і культури романса, непідлягання під скороминущу моду у шоу-бізнесі.

## Зміни
1999 року помер Володимир Ситанов від ускладнень інсульта. Був проведений конкурс на вакантне місце і у колектив увійшов Олексій Подшивалов, гітарист і саксофоніст, що працював у першому складі зі співаком Леонідом Агутіним.
У репертуарі тріо збережені пісні і романси на музику М. Тарівердієва, М. Сметаніна, О. Пахмутової, Е. Колмановського, Я. Френкеля та ін. Щомісяця тріо виступає у московському клубі «Гніздо глухаря», виїздить на гастролі по містах Росії.

## Дискографія (російською)
1. 1981 - пластинка «Трио "Меридиан" поет песни М. Таривердиева»
2. 1981 - пластинка «Песни из кинофильма “Ученик лекаря”
3. 1983 - пластинка «Предчувствие любви»
4. 1992 - диск «The Meridian Trio music», США
5. 1997 - магнитоальбом «Ночь светла»
6. 1998 - компакт-диск и магнитоальбом «Музыка М. Таривердиева»
7. 2001 - компакт-диск и магнитоальбом «Прекрасное далеко»
8. 2010 - аудио и видео альбомы «Меридиан. Избранное»[3]

## Участь у створенні фільмів
- Авторський фільм (рос) «Запомни этот мир»
- «Торпедоносці», головна жіноча роль - Надія Лукашевич
- «Кіт у чоботах»
- «Учень лікаря»
- «Передчуття кохання» та інші [3].